# Gilde van het Sacrament van Niervaert

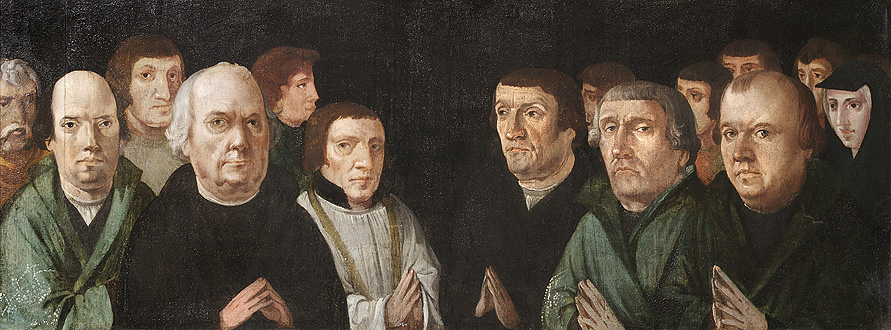
Leden van het Gilde omstreeks 1535. De vrouw aan de rechterzijde is Barbara van Nassau.

Het Gilde van het heilig Sacrament van Niervaert (Collegium Sancti Sacramenti Niervaertensis) is een Bredase vereniging, opgericht in 1463. Het Gilde was actief tot 1590 en tijdens het Spaanse Tussenbewind (1625-1637) van de Tachtigjarige Oorlog. Sindsdien leidde het een sluimerend bestaan. Het Gilde werd in 2003 heropgericht.

## Oprichting van het laatmiddeleeuwse Gilde
Het Sacramentsgilde werd opgericht in 1463, veertien jaar nadat het Sacrament van Niervaert door Jan IV van Nassau naar de Grote-of-Onze-Lieve-Vrouwekerk van Breda werd overgebracht. De caert ofwel het oprichtingsreglement is in één enkel afschrift bewaard gebleven in een vroeg 16e-eeuws verzamelhandschrift dat wordt bewaard in het Bredase Stadsarchief. De namen van de opstellers van de oprichtingsakte zijn in het stuk bewaard gebleven. Het zijn 'meester Jan van Leckerkerck, pastoor van Breda' en 'meester Willem van Alphen, doctor in den rechten en pastoor van de kerken van Breda'. De eerstgenoemde pastoor van Leckerkerk is begraven in de Grote-of-Onze-Lieve-Vrouwekerk. Zijn grafsteen ligt nog altijd in het koor van deze kerk. Waarschijnlijk bekleedde de laatstgenoemde Willem van Alphen de functie van deken. Bijzonder is dat het lidmaatschap van het Sacramentsgilde al vanaf de oprichting open staat voor zowel mannen als vrouwen. Zij dragen bij plechtigheden een ‘kovel met enen teke van den heilighe sacramente daer op staende van alsulcker coluere als die regeerders sal ghelieven’.

## Activiteiten van het laatmiddeleeuwse Gilde
Het doel van het Gilde was om in brede kring de devotie te bevorderen voor het Sacrament van Niervaert. Iedere donderdag kwamen de leden samen voor een plechtige avonddienst. Jaarlijks werd tijdens een gezamenlijke maaltijd een herdenking gehouden van de overleden leden. Op de zondag voor de feestdag van St. Jan (24 juni) begeleidden de Gildeleden het Sacrament van Niervaert dat in een zogenaamde kleine Ommegang door de voornaamste straten van de stad werd gedragen.
Al kort na de oprichting van het Gilde verstrekte het opdrachten aan vooraanstaande rederijkers. Zo vervaardigde de Brugse rederijker Anthonis de Roovere reeds voor (zijn overlijden in) 1482 een gedicht over de geschiedenis van de wonderhostie. Voorts verleende het Gilde omstreeks 1500 opdracht aan de Brusselse dichter Jan Smeken voor het schrijven van het Spel vanden heilighen sacramente vander Nyeuwervaert, een toneelstuk waarin de geschiedenis van het Sacrament op beeldende en humoristische wijze wordt verteld.
Omstreeks 1530 verleende het Gilde vervolgens opdracht aan twee anonieme kunstenaars tot het vervaardigen van een geschilderd retabel voor het altaar in de nieuwe Sacramentskapel van de Grote-of-Onze-Lieve-Vrouwekerk. De afbeeldingen werden gebaseerd op bovengenoemd gedicht van Anthonis de Roovere.
Tussen 1520 en 1540 liet het Gilde zijn belangrijke documenten in afschrift samenvoegen in een verzamelhandschrift onder de titel Den boeck vanden heilighen sacramente vander nyeuwervaert. In dit ene handschrift is de overlevering van het Sacrament van Niervaert doorgegeven.

## Sluimerend bestaan
Het Gilde was actief tot 1590, het jaar waarin Breda met de bekende list van het Turfschip door Staatse troepen werd heroverd en de kerk door protestanten werd ingenomen. Het ooit florerende Gilde, waarvan blijkens een afbeelding van enkele leden op het vroeg zestiende-eeuwse Niervaert-retabel ook Barbara van Nassau lid zou zijn geweest, leidde sindsdien een sluimerend bestaan.
Hoewel enkele Bredanaars tijdens het Spaanse tussenbewind (1625-1637) van de Tachtigjarige Oorlog hebben gepoogd het Gilde nieuw leven in te blazen, duurde het tot 28 oktober 1697 voordat in de schuilkerk aan de Brugstraat een nieuwe Confrèrie kon worden opgericht. Deze vereniging was nieuw, omdat de wijze van oprichting, de doelstelling en de organisatie wezenlijk verschilde van die van het Gilde. De Confrèrie van het Allerheiligst Sacrament des Altaars is voorts ononderbroken blijven voortbestaan tot op de huidige dag.

## Heroprichting van het Gilde
In 1994 namen enkele geëngageerde mensen het initiatief om de route van de middeleeuwse omgang weer te gaan lopen. Zij richtten op 23 oktober van dat jaar een Broederschap op die bij de oprichtingsvergadering al de wens uitsprak om een voortzetting te zijn van de middeleeuwse vereniging. Bij een historisch onderzoek in 2002 bleek de mogelijkheid te bestaan om het historische Gilde te heroprichten. Op Sacramentsdag 2003 werd de in 1994 opgerichte Broederschap opgeheven en werd het laatmiddeleeuwse Gilde van het Sacrament van Niervaert, onder bescherming van bisschop dr. M.P.M. Muskens en burgemeester mr. C.G.J. Rutten van Breda, formeel heropgericht. Het Gilde heeft thans haar secretariaatsadres op de voormalige pastorie van het Begijnhof Breda.

### Activiteiten
De leden van het Gilde komen jaarlijks bij elkaar voor de Algemene Ledenvergadering en het Gildemaal. Op Sacramentsdonderdag wordt een Mis met Sacramentsprocessie gehouden in het Bredase Begijnhof. Sinds 2007 neemt het Gilde op Sacramentszondag deel aan de Klundertse Sacramentsprocessie, die na sluiting van de parochiekerk van St. Jan de Doper is verplaatst naar Fijnaart. Op Allerzielen herdenkt een delegatie van het Gilde de overleden leden in de Grote-of-Onze-Lieve-Vrouwekerk Breda. Die dag worden ook bloemen gelegd op graven van de leden van de familie van Nassau die in het verleden veel voor het Gilde hebben betekend. Op verzoek nemen leden van het Gilde deel aan optochten en processies in andere steden, zoals de jaarlijkse processie in het Begijnhof van Turnhout.

### Wapen

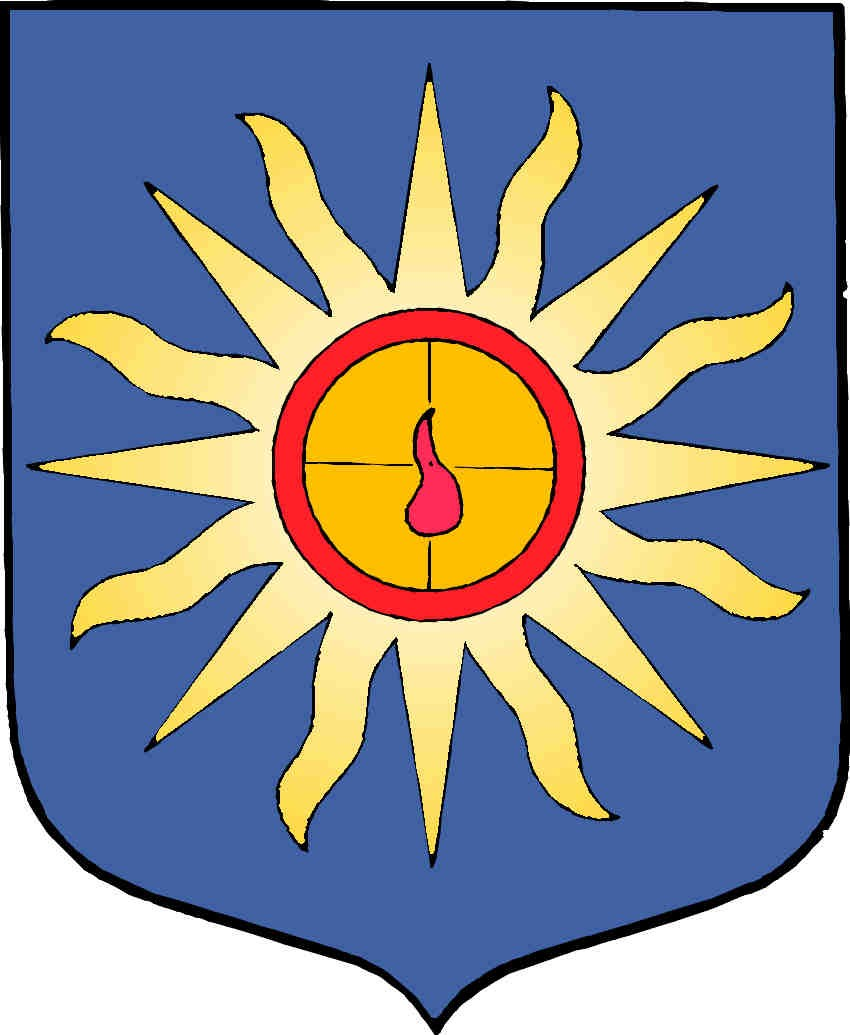
Wapen van het Gilde van het Sacrament van Niervaert.

In 2003 ontwierp het centrum voor Kerkelijke heraldiek een wapen voor het Gilde, dat blijkens de wapenbrief op 19 juni 2013 werd geregistreerd. Publicatie van het wapen vond voorts plaats in het Heraldisch Tijdschrift, jaargang 20, nummer 2.
Het wapen wordt als volgt omschreven:
Azuur een zon van goud belegd met een schijf van keel, die op zijn beurt is belegd met een gouden schijf houdende een versmald lijnenkruis van sabel waarop een druppel van keel.

### Werken opgedragen aan het Gilde

#### Literair
- Het lied 'Neem onze bede', op de melodie van het A toi la gloire van Georg Friedrich Händel werd in opdracht van het Gilde vervaardigd in 2008 door de Nederlandse dichter Olaf Douwes Dekker.
- Het gedicht 'Vinden, vond, gevonden', in 2012 geschreven door de factor van de Bredase Rederijkerskamer, Bauke “Freiherr” van Halem.
- De 'Maandzang' van januari 2013 van de factor van de Bredase Rederijkerskamer over het politieke en religieuze klimaat waarin zowel het Gilde als de Kamer in Breda vijf en een halve eeuw geleden werden opgericht.
- Het korte toneelstuk 'Jan van Nassau en het mirakel' werd vervaardigd in 2018 door gildebroeder Jan Jonk voor uitvoering op de Nassaudag in de Grote-of-Onze-Lieve-Vrouwekerk.

#### Muzikaal
De Bredase musicus Paul T. Henken schreef de volgende werken voor het Gilde:
- Missa à 4 voci conc., 2 violini, violoncello, 2 oboi, 2 fagotti, 2 clarini, 3 tromboni, timpani e basso.
- Introitus Cibavit eos voor Sacramentsdag voor vierstemmig koor met orkest.
- Missa in honorem SSmae Sacramenti à 4 voci a capella.
- Panis Angelicus à 4 voci a capella.

### Memorabele gebeurtenissen
- Het Gilde liet in 2011 de eerste vesper uit de middeleeuwse Sacramentsdagliturgie Animarum cibus (zielenspijs) van Juliana van Cornillon uitvoeren door het koor Femmes Vocales. Het was voor het eerst sinds de middeleeuwen dat deze vesper in de context van de liturgie werd uitgevoerd.
- Het Gilde vierde in 2013 in de Grote Kerk Breda het vijf-en-een-halve-eeuwfeest van de eerste oprichting in 1463. Het was weer voor het eerst dat een officiële Niervaert-viering kon worden gehouden op deze historische plaats en voor het eerst had deze viering een oecumenisch karakter.
- Op 2 december 2013 bracht een delegatie van het Gilde een bezoek aan het Geheim Vaticaans Archief te Rome voor bezichtiging van de pauselijke bul Transiturus de hoc mundo, waarmee in augustus 1264 door Paus Urbanus IV Sacramentsdag werd verheven tot hoogfeest voor de universele kerk.
- In 2014 werd op initiatief van het Gilde de viering van het 750-jarig bestaan van het hoogfeest van Sacramentsdag gevierd met een internationaal wetenschappelijk symposium in Breda.
- In 2017 bracht het Gilde over het bovengenoemde toneelstuk het Spel van het Sacrament van Niervaert een kritische editie uit van de hand van dr. W. Kuiper en een vertaling van de Middelnederlandse tekst in modern Nederlands van de hand van dr. Willem Kuiper en dr. Ludo Jongen. Het boek werd in september 2017 gepresenteerd tijdens het 34ste Internationale Rederijkerscongres te Brussel. In dat jaar werd in Brussel de 500ste sterfdag herdacht van de stadsdichter Jan Smeken, auteur van dit toneelstuk.
- In 2024 bracht het Gilde een permanent gedenkteken aan in de voormalige parochiekerk van Klundert. Het betreft een verklarend gedicht bij twee, reeds bestaande, reliefs. Het gedicht is geschreven door Gilde secretaris Bea Voogt.

## Overleden personen met bijzondere betekenis voor het Gilde die jaarlijks op Allerzielen worden herdacht

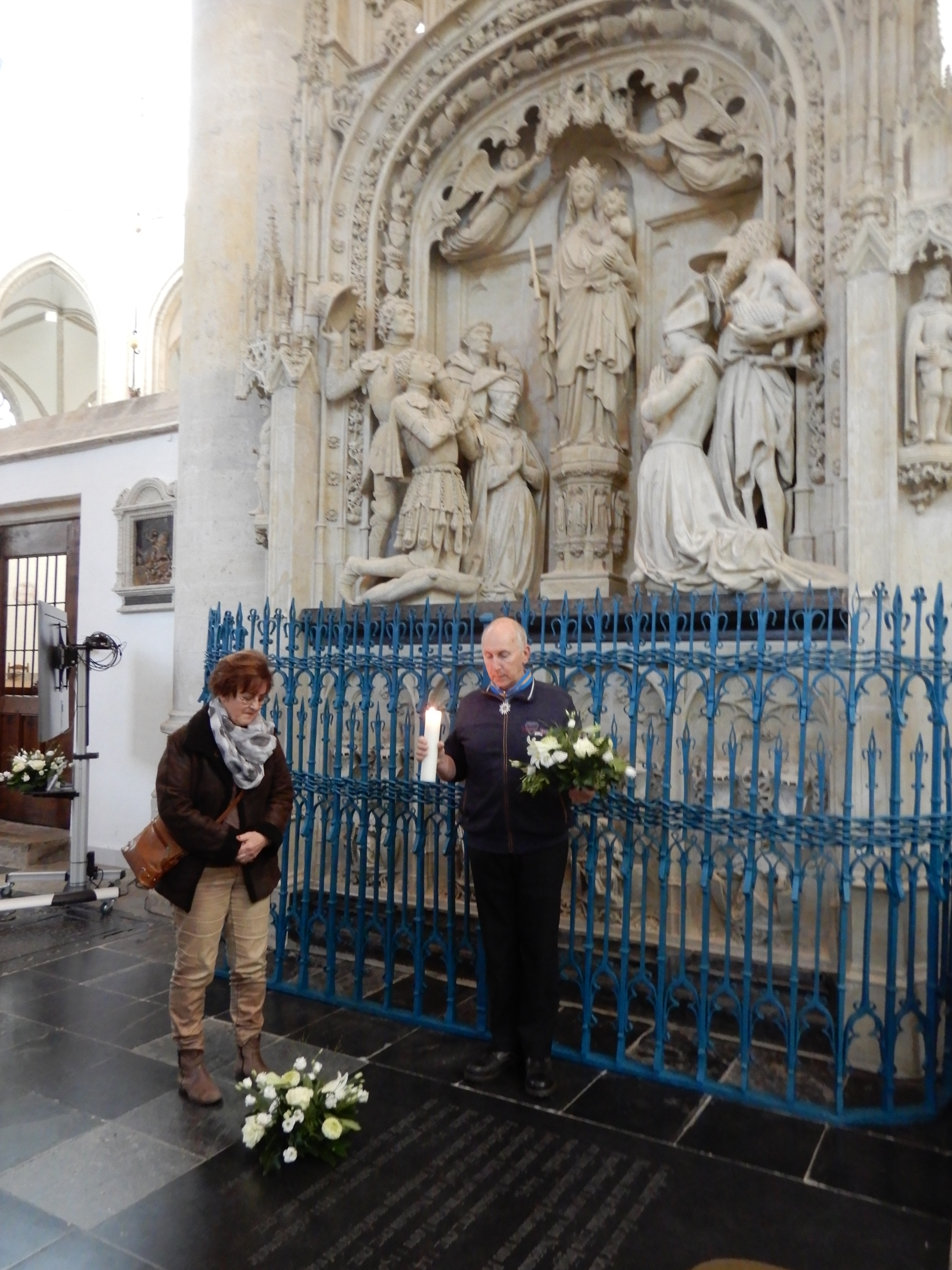
Leden van het Gilde leggen op Allerzielen bloemen op de graven van de leden van de familie van Nassau in de Grote-of-Onze-Lieve-Vrouwekerk.

| 1463 - 1590                                                   |
| ------------------------------------------------------------- |
| Johannes van Leckerkerck, pastoor van Breda                   |
| Wilhelmus van Alphen, pastoor van de kerken van Breda         |
| Johannes IV van Nassau, heer van Breda                        |
| Maria van Loon-Heinsberg, vrouwe van Breda                    |
| Johannes van Heinsberg, Prinsbisschop van Luik                |
| Henricus III van Nassau, heer van Breda                       |
| Renatus van Châlon, heer van Breda en eerste Prins van Oranje |
| Barbara van Nassau                                            |
| Wilhelmus van Galen, deken van het kapittel van Breda         |
| Hendricus de Bye, koordeken van de Onze-Lieve-Vrouwekerk      |
| Johannes Boot, priester                                       |

| Overleden leden in de periode 1463-1590 waarvan de namen bekend zijn |
| -------------------------------------------------------------------- |
| Anton Buysen                                                         |
| Cornelis van Riel                                                    |
| Cornelis Jansz                                                       |
| Willem Wiltens                                                       |
| Peter Gijsbrechtsz                                                   |
| Robbrecht Ysaax                                                      |
| Willem van Heusden                                                   |
| Jan van Coudelaer                                                    |
| Peter Gijsbrechtsz, de Cupere                                        |
| Jasper Willem Willemsz                                               |
| Erasmus Boyer                                                        |
| Jan Matheussoen                                                      |
| Godschalk Ariaen Bult                                                |
| Aert van de Cerck                                                    |
| Hendrik A. Wiltens                                                   |
| Jacob Willem Stevensz                                                |
| Aert van der Warck                                                   |
| Jan Cornelisz Roevers                                                |
| Jan Mercelis Ruysener                                                |
| Jan Maessen                                                          |
| Mattheus Mattheus Claesz                                             |
| Cornelis Jacob Janssen                                               |
| Cornelisz Jacopsz                                                    |